# メンスラーゲ
メンスラーゲ (ドイツ語: Menslage) は、ドイツ連邦共和国ニーダーザクセン州オスナブリュック郡北部のザムトゲマインデ・アルトラントを構成する町村（以下、本項では便宜上「町」と記述する）である。ハーゼタール保養地の一部としてアルトラントに位置する。
メンスラーゲ教会管区には、アンドルフ、ボルク、ボットルフ、ハーレン、ハーネンモーア、ヘルベルゲン、クライン・ミンメラーゲ、レンスラーゲ、シャンドルフ、ヴァッサーハウゼン、ヴィールプの集落が含まれる。

## 地理

### 位置
メンスラーゲは、アルトラント北部のオルデンブルガー・ミュンスターラントへの移行部に位置している。クライネ・ハーゼ川が町内を東から西に流れており、メンスラーゲ町の西部ではハーネンモーア運河として直線化されている。

### 隣接する市町村
メンスラーゲは、東はクヴァーケンブリュックおよびバートベルゲン、南はノルトルプ、ケッテンカンプ、エッガーミューレンおよびベルゲ、西はヘルツラーケ（エムスラント郡）、北はレーニンゲンおよびエッセン（ともにクロッペンブルク郡）と境を接している。

### 気候
北海からの湿った北西風の影響を受ける温帯海洋性気候である。ノルトルプの年間平均気温は 8.5 - 9.0 ℃、年間降水量は約 700 mm である。5月から8月までの間に平均 20 -25日の夏日がある。

## 歴史
メンスラーゲは、1188年に Menselage という表記で初めて文献に記録されている。この頃には Menkelage や Mencelaghe、1350年頃には Menslaghe という表記もなされており、1442年以降現在の表記 (Menslage) になった。地名の意味についてはいくつかの解釈がなされている。以前は、メンスラーゲはミント (ドイツ語: Minze) に覆われた低地を意味しており、これはハーゼ川が流れる湿った肥沃な氷河渓谷に由来していると信じられていたが、現在ではおそらく800年頃に成立したフランク人の王領あるいは防衛領に由来し、現存しているマイヤーホーフの名前に由来したと考えられている。
おそらく、最初の住人が Menken あるいは Mensken（修道士 (Mönche) を意味する古語）であり、その居住地が Menkelage と呼ばれるようになり、ここからメンスラーゲになったという説である。いずれにせよ、証明されているのは、カール大帝の時代に修道士たちがこのマイヤーホーフや現在のヘルベルゲン地区にあった陣地の建設に携わったと言うことである。
他の解釈は、オルデンブルク伯オットーおよびヨハンの従者であったミニステリアーレの家門メンスラーゲ家に由来するという説である。この家門は1245年頃に上述のマイヤーホーフに封ぜられ、マイヤーホーフの広い土地にシトー会修道院を設立した。この修道院は初め「ローゼンタール」と称したが、1252年にベルステルの森に移転させられた。これが、現在のベルステル女子修道院の起源である。このマイヤーホーフの所有者に関する最初の記録は、1486年のクヴァーケンブリュックの文書である。この文書には Meyer tho Menslage と記録されており、このミニストリアーレ家の者である可能性がある。

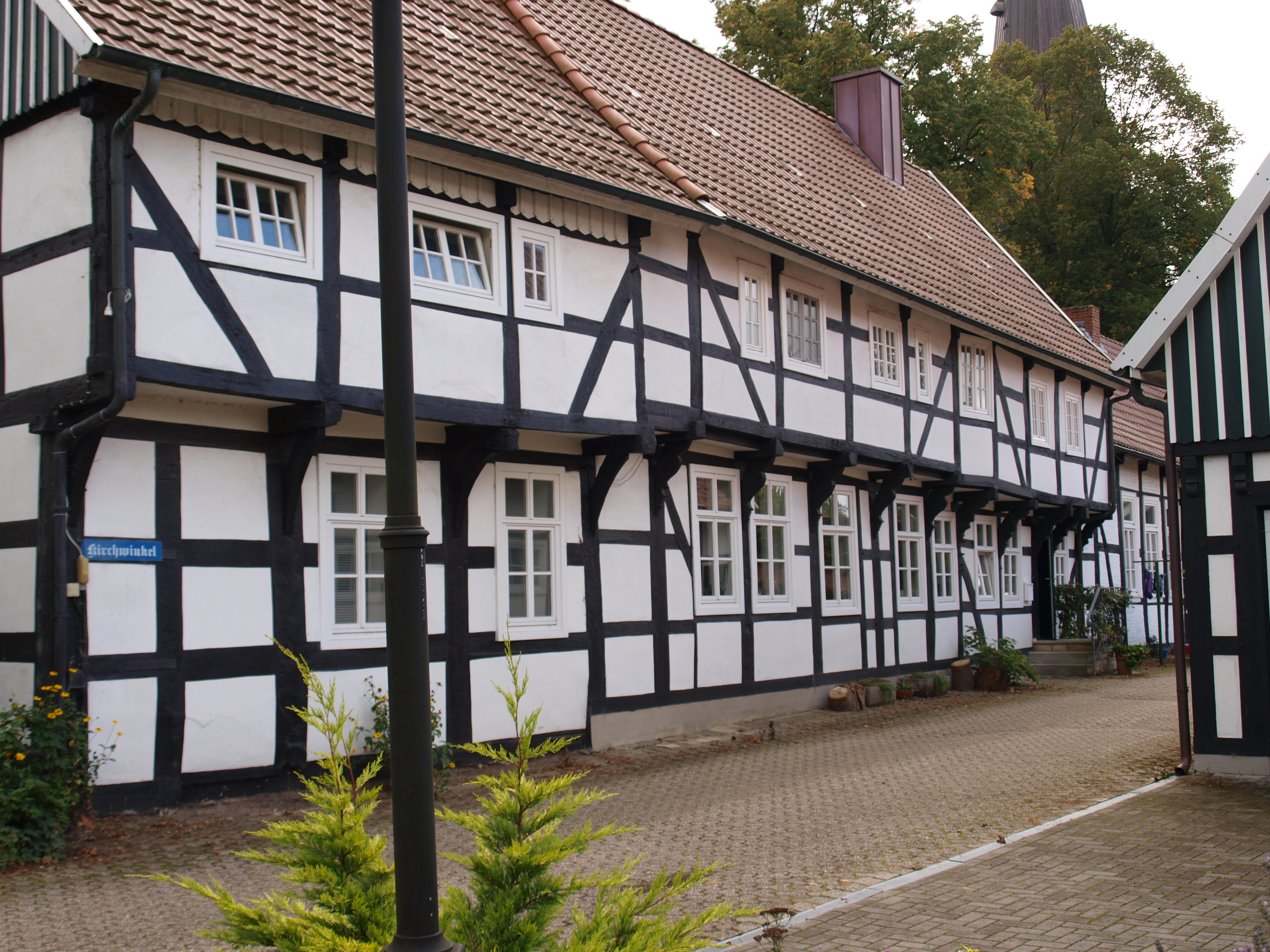
教会広場を囲む木組み建築

町の中心部のマリエン教会は、コルヴァイ修道院長の許可を得て1247年にオルデンブルク伯によって創建された。これによりレーニンゲンの母教会からの教区分離がなされ、メンスラーゲ教会区が創設された。初期ゴシック様式の教会は、初め教会塔がない状態で建設された。教会塔は1579年に増築されたもので、エッフェルンの砂岩が用いられている。教会北面周囲の墓地の外れに住民が穀物を保管するための倉庫が建設された。これによりここは2か所の出入り口（アンドルファー出入り口とヘルヴェルガー出入り口）だけが開いた閉鎖的な広場となった。戦争の危険が迫ると住民たちはこの安全な広場に集まった。倉庫は時代とともにその重要性を失った。農民たちが価値の高い穀物を自分の農場内の安全な場所に保管する方を好んだためである。古い倉庫の一つは議会小屋に改築され、教会役員会が開かれた。また、別の倉庫は商人や職人の住居や作業場、工房となった。

## 住民

### 人口推移
以下の表は、各年の12月31日時点での町域における人口を示している。
数値は、1987年5月25日の人口調査結果に基づくニーダーザクセン州統計およびコミュニケーション技術局の研究結果である。
1961年（6月6日）と1970年（5月27日）の数値は、人口調査の結果である。

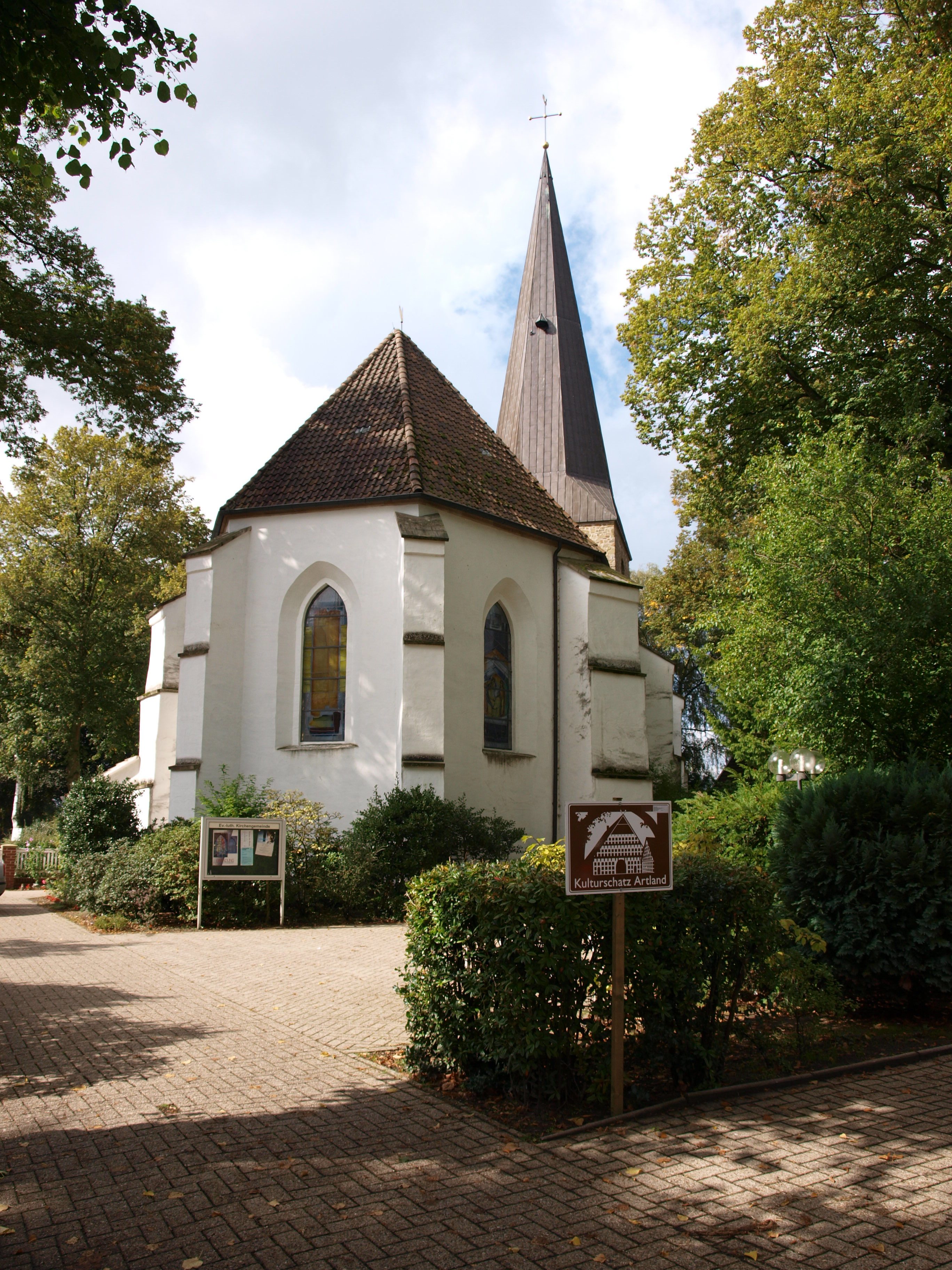
メンスラーゲの聖マリエン教会

| 年   | 人口（人） |
| ---- | ---------- |
| 1961 | 2,965      |
| 1970 | 2,905      |
| 1987 | 2,434      |
| 1990 | 2,433      |
| 1995 | 2,693      |
| 2000 | 2,649      |
| 2005 | 2,546      |
| 2010 | 2,509      |
| 2011 | 2,534      |

### 宗教
この町の住民は、伝統的に福音主義が優勢である。街の中心には福音主義ルター派の聖マリエン教会が建つ。

## 行政

### 議会
この町の議会は 13議席で構成されている。町長はドーリス・シュミット (SPD) である。

### 姉妹自治体
- ギエトシュバウト（ドイツ語版、英語版）（ポーランド、ヴァルミア＝マズールィ県）

## 経済と社会資本

### 交通
メンスラーゲは1904年から1952年まで軽便鉄道 リンゲン - ベルゲ - クヴァーケンブリュック線で結ばれていた。
オスナブリュック交通会社のバスが、1時間間隔で、メンスラーゲからクヴァーケンブリュック駅（オスナブリュック行きおよびオルデンブルク行きの列車に接続する）およびフュルステナウに向かって運行している。
この町は観光街道「アルトラント＝ルート」沿いに位置している。